# Alexander (Manitoba)
Alexander es un municipio rural canadiense situado en la provincia de Manitoba.

## Superficie
Alexander tiene una superficie de 1560,05 km².

## Demografía
En 2021, tenía 3854 habitantes, una densidad poblacional de 2,5 hab./km², y 4347 viviendas.